# Francisco Jiménez de Cisneros
(Karl Brandi, Carlo V)
Francisco Jiménez de Cisneros O.F.M. (Torrelaguna, 1436 – Roa, 8 novembre 1517) è stato un cardinale, arcivescovo cattolico e politico spagnolo.
Partito da umili origini, raggiunse l'apice del potere diventando riformatore religioso, reggente di Castiglia per ben due volte, cardinale, Inquisitore generale del tribunale dell'Inquisizione spagnola, missionario dei Mori, promotore delle crociate in Nordafrica e fondatore dell'Università Complutense di Madrid (attualmente la più importante università presente in territorio spagnolo). Tra le sue opere letterarie, la più conosciuta è certamente la Bibbia Poliglotta Complutense, la prima edizione stampata di Bibbia multilingue della storia.

## Biografia
La vita del cardinal Cisneros coincise con un importantissimo e prospero periodo della storia spagnola, sotto il regno dei "Re Cattolici" Ferdinando II di Aragona e Isabella di Castiglia, durante il quale il Paese attuò numerose riforme. Ai primi del Cinquecento la Spagna entrò nell'epoca d'oro del suo Impero (durata fino al XVII secolo ca.), di cui Cisneros fu uno dei più attivi protagonisti.

### Ascesa al potere
Gonzalo Jiménez de Cisneros nacque nel 1436 dal matrimonio tra Alfonso Jiménez e Maria de la Torre in una povera famiglia di hidalgo, nella villa di Cisneros a Torrelaguna (in Castiglia, vicino a Madrid). Destinato fin dalla più tenera infanzia ad intraprendere la carriera ecclesiastica, iniziò i suoi studi sotto la guida di un anziano zio che era membro del clero; successivamente si trasferì ad Alcalá de Henares dove frequentò l'Estudio Viejo in un convento francescano, e a Salamanca, dove frequentò l'università locale conseguendo una laurea in diritto canonico.

#### I primi incarichi

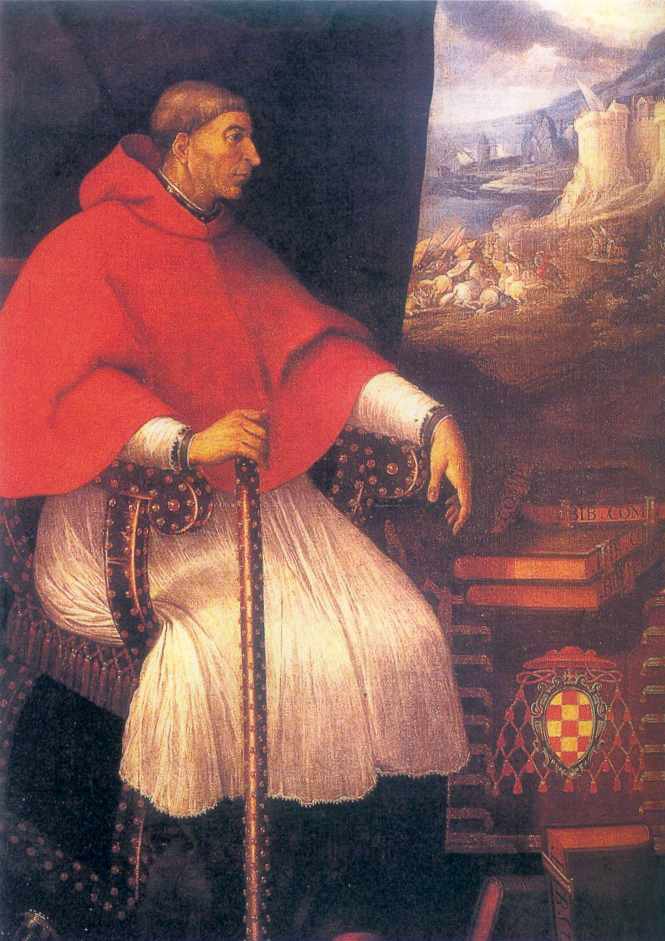
Francisco Jiménez de Cisneros

Nel 1449 andò a Roma per lavorare come avvocato concistoriale. Durante questo periodo attrasse su di sé l'attenzione di Papa Pio II. Tornò in Spagna nel 1465 - in occasione della morte del padre, per amministrare i beni di famiglia - portando con sé un'ordinanza pontificia che gli assegnava il possesso del primo beneficio, e più precisamente della carica vacante di arciprete a Uceda. Tuttavia, l'arcivescovo di Toledo Alfonso Carrillo de Acuña, Primate di Spagna, rifiutò di accettare le direttive della missiva, sperando di poter assegnare quel beneficio ad un proprio parente. Quando Cisneros insistette per ottenere ciò che gli spettava, fu immediatamente incarcerato, prima a Uceda e poi nelle segrete della fortezza di Santorcaz. Per sei anni Cisneros continuò a resistere, nonostante gli fosse stata concessa la libertà se avesse rinunciato alla rivendicazione, ma nel 1480 Carrillo si piegò inaspettatamente alla forza di volontà del carcerato, concedendogli finalmente un beneficio. Cisneros lo cambiò quasi subito con l'incarico di cappellano maggiore della cattedrale di Sigüenza, al servizio del cardinal Pedro González de Mendoza, vescovo della città, che in breve lo designò vicario generale della diocesi.

#### Ordinazione sacerdotale
A Sigüenza, Cisneros ottenne grandi elogi per il suo operato e sembrava essere sulla strada giusta per giungere al successo tra il clero secolare, quando nel 1484, alla - per quei tempi - già avanzata età di quarantotto anni, improvvisamente decise di entrare nell'Ordine francescano. Rinunciando a tutti i beni materiali, e cambiando il proprio nome di battesimo, Gonzalo, in Francisco, entrò nella confraternita francescana di San Juan de los Reyes, recentemente fondata per volere dei sovrani Ferdinando e Isabella a Toledo. Non soddisfatto dalla normale mancanza di comodità dei frati, era solito dormire volontariamente sul nudo pavimento della sua cella, indossare un cilicio, raddoppiare i propri digiuni, e più in generale cominciò a mortificarsi con fervore religioso, tanto che per tutto il corso della sua esistenza, anche quando raggiunse l'apice della propria carriera e del potere, la sua vita privata fu sempre rigorosamente ascetica.

#### Ingresso alla corte reale spagnola e nomina episcopale
Successivamente si ritirò nel convento di Nostra Signora di Castañar e si costruì una rozza capanna nei boschi vicini, nella quale a periodi viveva da anacoreta, mentre più tardi divenne superiore di una frateria a Salceda. Frattanto Mendoza (ora divenuto arcivescovo di Toledo), che non si era dimenticato dei suoi preziosi servigi, lo raccomandò alla regina Isabella come confessore personale. Cisneros accettò malvolentieri il nuovo incarico, e ottenne la possibilità di vivere nella sua comunità e di continuare a seguire la vita religiosa, risiedendo alla corte reale solo quando necessario. La sua posizione era preminente sul piano politico, poiché Isabella chiedeva consigli al proprio confessore non solo per questioni di ambito privato, bensì anche in fatto di affari di Stato. La severa condotta di vita di Cisneros, gli conquistò presto una considerevole influenza sulla sovrana, tanto che nel 1494 fu nominato superiore provinciale del suo Ordine per la Castiglia. Il cardinal Mendoza morì nel 1495 e Isabella aveva segretamente ottenuto una bolla pontificia che nominava Cisneros come nuovo arcivescovo di Toledo, la più ricca e potente carica ecclesiastica del regno. Assieme a questo nuovo ufficio gli fu anche assegnato l'incarico di cancelliere di Castiglia. La sovrana provò a sorprenderlo presentandogli di persona la bolla come dono, ma Cisneros non reagì come si sarebbe aspettata: anzi, evitò la sua presenza e scappò via, solo per essere riacciuffato poco dopo dalle guardie reali e forzato contro la propria volontà ad accettare l'incarico. L'11 ottobre 1495, alla presenza dei "Re Cattolici" Ferdinando e Isabella, Cisneros venne consacrato nel convento francescano di Tarazona, all'interno della cappella de La Piedad. Nonostante questo, il neo-arcivescovo toledano continuò a mantenere una vita semplice, e, benché una lettera da Roma (firmata dal pontefice Alessandro VI in persona) gli avesse ingiunto di vivere in maniera consona al suo nuovo rango, l'apparente sfarzo aveva solamente il compito di nascondere il suo ascetismo privato.

### Cisneros riformatore
Da questa nuova posizione, Cisneros cominciò a riformare l'Ordine francescano in Spagna, anticipando in questo modo l'opera riorganizzatrice della Controriforma, che sarebbe stata attuata in Europa a partire dal 1545 (anno d'apertura del Concilio di Trento), dopo il traumatico scisma delle Chiese protestanti. Venne imposto ai frati di cessare la pratica immorale del concubinato, di risiedere nella parrocchia a cui erano stati assegnati, di ascoltare le confessioni e infine di tenere un sermone ogni domenica. L'opposizione a queste scomode riforme fu forte, tuttavia dal 1498 esse furono imposte non solo all'Ordine francescano, ma anche ad altre congregazioni ecclesiastiche. La resistenza si scatenò in forme talmente aspre che più di quattrocento monaci scapparono in Africa con le loro mogli, accettando di convertirsi alla fede islamica. Lo stesso superiore generale dell'Ordine giunse da Roma per intervenire nelle severe riforme dell'arcivescovo toledano, ma l'austero ed inflessibile Cisneros, supportato dall'influenza della potente Isabella, rimase fermo sulle proprie posizioni. Nel 1497 convocò un sinodo diocesano ad Alcalá, e un altro l'anno successivo a Talavera. Il suo grande impegno nel riformare la Chiesa castigliana gli valse l'approvazione e la stima del Pontefice Alessandro VI, che nel 1499 lo nominò ispettore e riformatore di tutti gli Ordini Mendicanti spagnoli. 

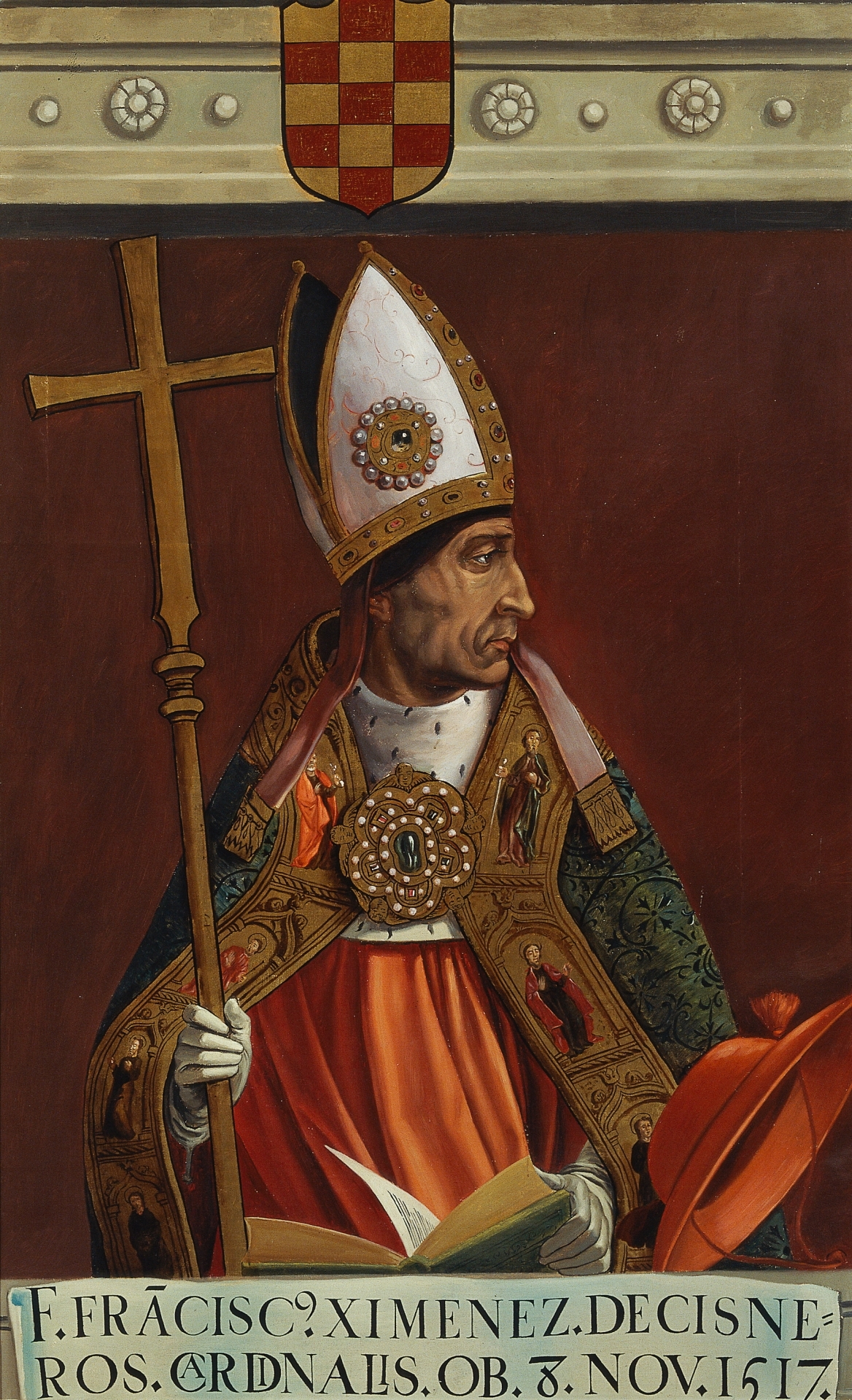
Francisco Jiménez de Cisneros raffigurato nel proprio studio.

### Persecuzione deiMoriscose nomina cardinalizia
Nel 1499 Cisneros accompagnò Ferdinando e Isabella a Granada, e lì si associò al nuovo arcivescovo cittadino, Hernando de Talavera, nel tentativo di convertire la popolazione islamica iberica al Cristianesimo.

Talavera si era servito di metodi morbidi e lenti, soprattutto attraverso l'educazione, mentre Cisneros usò maniere assai più veloci e violente, convertendo forzatamente i musulmani e ordinando la distruzione totale di tutti i manoscritti arabi presenti a Granada, eccezion fatta per i testi di medicina, che furono trasferiti ad Alcalá. L'indignazione dei Mudejar non convertiti sfociò in una rivolta aperta conosciuta col nome di Prima ribellione dell'Alpujarras. La sommossa fu repressa, e venne data ai rivoltosi la scelta tra il battesimo e l'esilio. La maggioranza optò per la prima possibilità, e nel 1500 Cisneros affermò compiaciuto che non vi era rimasto alcuno in città che non fosse cristiano, e che tutte le moschee erano state trasformate in chiese. D'altra parte, aveva contribuito a dare il via ad un irrisolvibile problema che sarebbe durato fino al 1609, quando i Moriscos sarebbero stati espulsi dalla Spagna per decreto regio. I musulmani avrebbero sempre ricordato Cisneros come un tiranno.
Nel romanzo All'ombra del melograno dello studioso arabo di fama internazionale Tariq Ali, il cardinal Cisneros viene raffigurato come un dispotico ecclesiastico cristiano che brama di annientare totalmente la cultura moresca spagnola.
Viene accusato di voler cancellare gli otto secoli di dominazione musulmana, di perseguitare i Moriscos, convertendoli forzatamente alla fede cristiana e arrivando a vietarne i costumi, la lingua e la cultura. Se da una parte si rivelò una furia contro i musulmani, dall'altra si comportò in maniera sorprendentemente aperta, tollerante e innovatrice nei confronti di altre realtà del tempo - come vedremo in seguito -, quali ad esempio le civiltà indie del Nuovo Mondo e la nascita delle nuove confessioni cristiane riformate.
Il 26 novembre 1504 la regina Isabella morì. Suo marito, re Ferdinando d'Aragona, ne rivendicò la corona di Castiglia contro il genero Filippo d'Austria, e Cisneros contribuì in qualità di mediatore alla firma del Trattato di Salamanca, che manteneva Filippo sul trono castigliano, assicurandone la successione al sovrano aragonese. Quando Filippo morì nel 1506, Ferdinando era a Napoli e Cisneros divenne tutore della regina Giovanna di Castiglia (detta la Pazza), e reggente di Castiglia per tutta la durata dell'assenza del re, sventando persino una congiura ordita da un gruppo di grandi feudatari per prendere il controllo del regno. In cambio della sua lealtà, su richiesta di Ferdinando stesso, l'allora pontefice Giulio II lo nominò cardinale col titolo di Santa Balbina (IV concistoro del 17 maggio 1507) e Inquisitore generale di Castiglia e León (15 giugno dello stesso anno).

### La crociata nel Nord Africa
Il successivo grande evento nella vita del cardinale fu la crociata contro la città moresca di Orano, in Nord Africa (nell'odierna Algeria). Lo zelo religioso che Cisneros mise nell'impresa era fortemente sostenuto dalle aspettative di guadagni politico-economici di Ferdinando e partiva con la benedizione di papa Giulio II. Una spedizione iniziale, allestita a spese dell'alto prelato, conquistò nel 1505 il porto arabo di Mers-el-Kébir (ribattezzato Mazalquivir dagli spagnoli), mentre il 16 maggio 1509 una potente armata guidata da Cisneros in persona - ormai settantenne - salpò da Cartagena alla volta dell'Africa, e in un solo giorno la ricca città di Orano cadde in mano spagnola. Secondo le fonti storiche furono massacrati i 4.000 abitanti musulmani e 8.000 furono resi schiavi, mentre le moschee cittadine venivano trasformate in chiese. Cisneros tornò in patria e cercò di recuperare dal sovrano le spese della spedizione, ma Ferdinando si disse soddisfatto delle conquiste effettuate e, a causa del suo maggiore interesse per i territori italiani, rifiutò di appoggiare nuovamente i piani di Cisneros per una più grande crociata nell'Africa settentrionale. In quegli stessi anni, infatti, il bellicoso Giulio II, spaventato dal crescente potere della Francia, aveva dichiarato guerra a re Luigi XII. Per difendersi, il Pontefice aveva fondato la Lega Santa (ottobre 1511), un'alleanza in funzione antifrancese cui avevano aderito Venezia, la Confederazione Elvetica, l'Inghilterra e la Spagna. Re Ferdinando preferì quindi impegnare il proprio esercito per difendere la Santa Sede, piuttosto che dare battaglia ai musulmani nordafricani. Durante il corso di questa lunga vicenda storica, che vide persino Giulio II formalmente deposto dalle decisioni del Concilio di Pisa (1º ottobre 1511), il cardinal Cisneros, forte della sua posizione di Primate di Spagna, difese sempre la controversa figura del Pontefice, sostenendone ogni decisione.

### La seconda reggenza

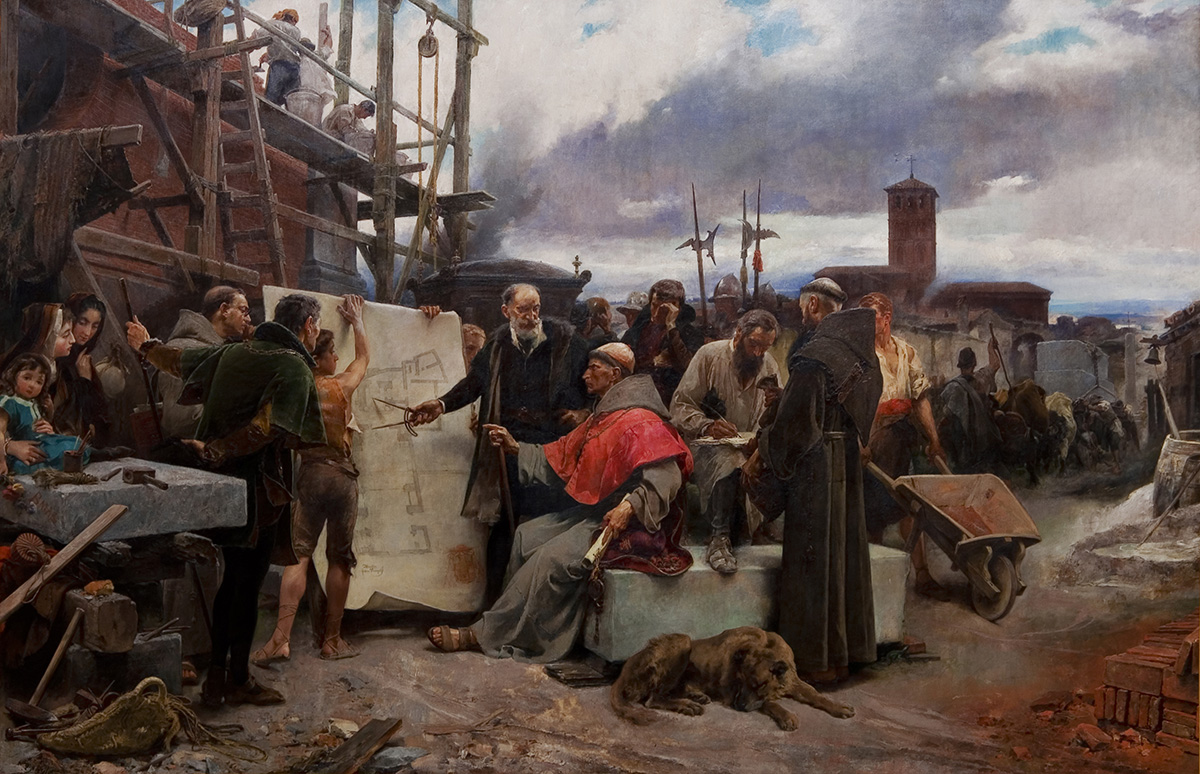
Il cardinal Cisneros (seduto) dirige la costruzione dell'Ospedale della Carità. Santuario della Carità di Illescas (Toledo), opera di Alejandro Ferrant (1844 - 1917).

Il 28 gennaio 1516 il sovrano spagnolo morì, e, considerata la totale fedeltà del cardinal Cisneros alla casa reale d'Aragona, gli fu lasciata per la seconda volta la reggenza della Castiglia in favore dell'allora sedicenne Carlo d'Asburgo (il futuro Carlo V, re di Spagna e imperatore del Sacro Romano Impero). Immediatamente si levò la protesta di Adriano di Utrecht (futuro Papa Adriano VI), che aveva ricevuto il titolo di reggente da parte di Carlo in persona. Una commissione di giuristi chiamati valutare i complessi profili giuridici del caso, riconobbe la legittimità della pretesa di Cisneros, il quale tuttavia propose molto magnanimamente di condividere con Adriano il governo della Castiglia, fino a nuovo ordine di Carlo. Questi, intuendo che un reggente straniero sarebbe stato mal sopportato dai castigliani, riconfermò l'incarico al cardinale spagnolo, mentre Adriano fu zittito con l'assegnazione del vescovato di Tortosa.

#### Politica interna
Anche se Cisneros all'inizio riuscì a tenere saldamente le redini del regno, governando in maniera determinata e quasi dispotica, la turbolenta nobiltà ispanica - capeggiata dalla potentissima casata dei duchi d'Alba - e gli intriganti consiglieri fiamminghi, contribuirono a rendere la posizione di Cisneros particolarmente difficile. L'anziano prelato dovette comandare con il pugno di ferro le terre a lui sottomesse, e fu più volte costretto a prendere decisioni drastiche per la salvaguardia del trono di Spagna, non disdegnando di impugnare anche le armi, se fosse stato necessario. Poiché gelosia, invidia e intrighi avvelenavano la corte reale di Guadalupe, Cisneros decise di spostarsi a Madrid, al centro della Penisola, città che verrà confermata capitale di Spagna anche dai sovrani successivi. Protesse l'infante Carlo dal fratello minore, Ferdinando I (che gli succederà al governo dell'Impero nel 1556), nato in Spagna e desideroso di accaparrarsi illegittimamente l'eredità dei nonni materni. Nonostante fosse assolutamente contrario alle leve e alla raccolta di reclute inesperte tra i contadini e i villani, Cisneros organizzò una vera e propria milizia nazionale, la cosiddetta Gente de ordenanza, di cui si servì per mantenere un controllo capillare sul vasto regno. Successivamente rinnovò le autorità amministrative locali, e si cimentò pure nel mondo della finanza, amministrando il tesoro della corona spagnola, rivelandosi un eccellente contabile e un grande amministratore.

#### Politica estera
Dopo aver tenuto testa ai falliti colpi di Stato dei fiamminghi e dell'aristocrazia spagnola, Cisneros dimostrò ancora una volta la propria capacità diplomatica risolvendo la questione del ducato di Medina-Sidonia, e con uguale fermezza soffocò le ribellioni contadine di Malaga, Valladolid, Burgos e Salamanca. Spesso collaborò con il principe Alfonso di Portogallo, nominato reggente d'Aragona da Ferdinando il Cattolico, per dirimere importanti questioni nazionali. Contemporaneamente dovette combattere contro le incursioni dei corsari musulmani, che, al servizio della flotta ottomana di Solimano il Magnifico e guidati dall'invincibile comandante Khayr al-Din Barbarossa, inflissero a Cisneros pesanti sconfitte, riconquistando al mondo arabo numerosi possedimenti spagnoli nel Nord Africa (basti pensare alla caduta di Algeri in mano ottomana, nel 1515).
Sul piano della politica estera, l'anziano prelato da un lato continuò a seguire la diplomazia del defunto re Ferdinando, in particolare nei confronti di Francia ed Inghilterra, i più potenti vicini della Spagna; dall'altro difese i ricchi possedimenti italiani dalle mire espansionistiche degli altri potentati europei (francesi e tedeschi in primis). Riuscì ad evitare una pericolosa alleanza tra Francia e Portogallo, che sarebbe andata a discapito del regno di Castiglia, e quando nel 1516 Giovanni d'Albret, l'esiliato re di Navarra, tentò di ripristinare il proprio dominio, Cisneros lo sconfisse unendo le proprie truppe a quelle del monarca francese Francesco I.
Si occupò con attenzione anche delle problematiche riguardanti le terre del Nuovo Mondo, organizzando una spedizione di missionari - specialmente Francescani - per la conversione dei nativi (1500, 1502, 1508); inviò persino uno dei suoi più fidati collaboratori, frate Francisco Ruiz, che divenne missionario nelle Antille.  Condannò il malgoverno di Colombo nelle Americhe, biasimò in tono deciso il fenomeno della schiavitù, e stabilì un insieme di norme che tutelassero il benessere delle popolazioni indigene; successivamente, tentando di trovare una soluzione alla spinosa questione delle encomiendas, mandò tre missionari dell'Ordine dei Geronimiti - Bernardino de Manzanedo, Luis de Figueroa e Alonso de Santo Domingo - con le precise istruzioni di riorganizzare i villaggi degli Indios e l'amministrazione dei nuovi territori. In qualità di reggente di Castiglia, infine, appoggiò pienamente le denunce e le scomuniche che Roma scagliava contro i protestanti, che a quell'epoca stavano facendo proseliti nell'Europa del Nord. Da parte sua, Cisneros prese le primissime misure cautelari affinché il regno di Spagna non venisse coinvolto nella tumultuosa espansione della Riforma luterana.

### Un'amara fine

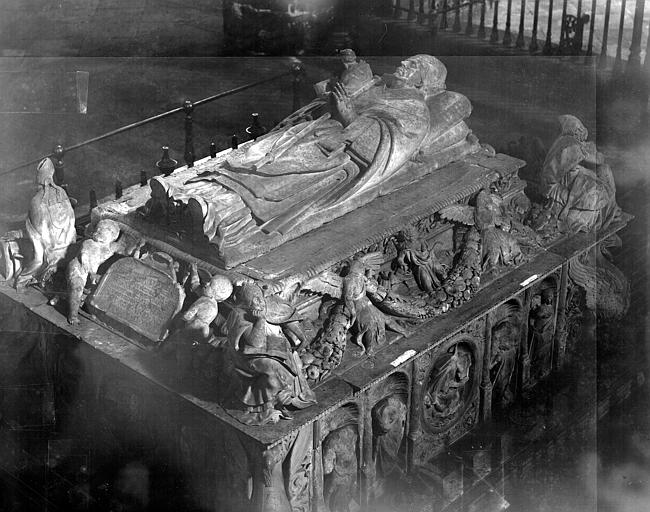
La tomba del cardinal Cisneros all'interno della cattedrale di Alcalá de Henares.

Nel settembre 1517 Carlo toccò per la prima volta il suolo spagnolo, sbarcando nelle Asturie, e Cisneros si affrettò ad andargli incontro. Durante il tragitto, tuttavia, si ammalò gravemente in modo sospetto (non si esclude l'ipotesi di un avvelenamento). Mentre dunque giaceva malato, ricevette una lettera da Carlo, il quale lo ringraziava alquanto freddamente per i suoi fedeli servigi, lasciandolo libero di ritirarsi nella propria diocesi. Amareggiato dal modo in cui il nuovo sovrano l'aveva allontanato dal potere, provato da una vita di digiuni e penitenze, sfinito da un'esistenza spesa ai vertici del potere, Cisneros morì a Roa (nei pressi di Burgos), l'8 novembre 1517, poche ore dopo la sua destituzione, all'avanzata età di 81 anni. I funerali furono celebrati con tutti gli onori nella cattedrale di San Giusto ad Alcalá de Henares, dove venne sepolto. La sua salma fu inumata in un sontuoso sarcofago scolpito, sul fondo del quale si trova un epitaffio che reca incise le seguenti parole:
(Francisco Jiménez de Cisneros)
Poco tempo dopo la sua morte, il cardinale fu candidato per la canonizzazione: vi si cominciò a lavorare dal 1530, con maggiore impeto nel corso del XVII secolo, ma non si arrivò mai all'elevazione di Cisneros agli onori dell'altare, a causa di obiezioni che oggi non hanno più alcun valore. Tuttavia è ancora oggi venerato come un santo in molte regioni della Spagna.

## Riforme ed opere
Il cardinal Cisneros fu un audace e determinato uomo politico. Severo ed inflessibile, dotato di una presunzione che a volte rasentava l'arroganza, riuscì sempre a portare a termine ciò che aveva stabilito, con un piccolo riguardo anche al proprio vantaggio e a quello degli altri. In un periodo durante cui il clero era ignobilmente corrotto e mondano, la sua morale fu sempre irreprensibile. Si prodigò anche per il prossimo, fondando e mantenendo a proprie spese istituzioni benefiche nelle proprie diocesi. Tutto il suo tempo era dedicato alla religione o agli affari di stato, mentre il suo unico passatempo erano le discussioni riguardo alla teologia e alla Scolastica.

### L'Università di Alcalá de Henares

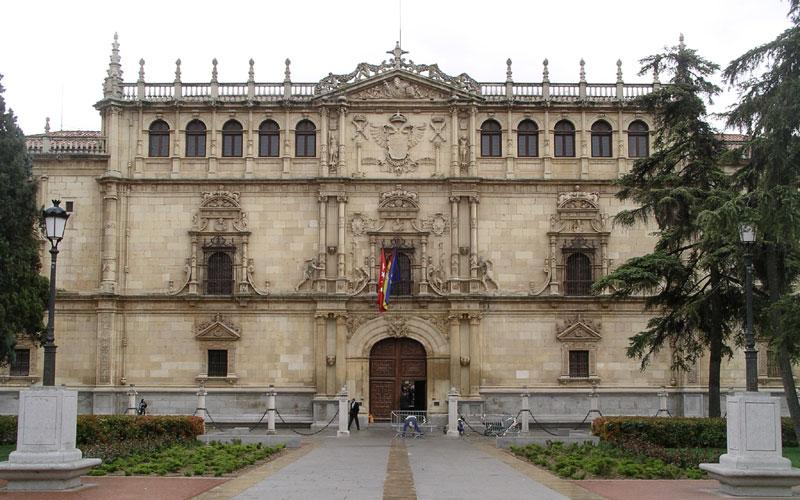
La facciata principale dell'Università di Alcalá.

L'Università di Alcalá (in spagnolo: Universidad de Alcalá), oggi conosciuta come Università Complutense di Madrid, fu fondata tra il 1499 e il 1500 e aperta nel 1508. Essa, costruita a sole spese del cardinale e da lui promossa, raggiunse in breve tempo una grande fama. I più grandi professori di teologia d'Europa furono chiamati ad insegnare nella nuova struttura, in particolare da Parigi, Bologna e Salamanca.
Più di settemila studenti si incontravano giornalmente all'interno delle sue mura; il centro ebbe tanto successo che molti ordini ecclesiastici (ad esclusione dei Benedettini) aprirono ad Alcalá nuove sedi collegate all'università. Nel 1836 il centro accademico fu trasferito a Madrid e i costosi edifici furono lasciati vacanti fino alla creazione della moderna Università di Alcalá de Henares.

### La riforma dell'Inquisizione spagnola
Grande importanza ebbe anche la riforma dell'Inquisizione spagnola voluta da Cisneros. Negli anni precedenti alla sua nomina a Inquisitore generale (1507), i tribunali ecclesiastici vòlti allo sradicamento dell'eresia erano stati nelle mani di un fervente domenicano, Tomás de Torquemada. Fu costui che preparò il primo autodafé (lett: "atto di fede") nel 1481, durante cui vennero arsi sul rogo sei notabili conversos (ebrei convertiti forzatamente al Cattolicesimo). Si calcola che per volere del reverendo Torquemada, tra il 1483 e il 1492, vennero uccisi circa 2000 conversos. Quando Cisneros prese le redini dell'Inquisizione spagnola, fortunatamente, si ebbe una brusca inversione di marcia: l'arcivescovo toledano, infatti, impose che la pena per i colpevoli fosse solamente pecuniaria, non più fisica. I tribunali, affidati alle competenze dei domenicani, vennero forniti di un consulente legale, un accusatore, un conestabile e un certo numero di esperti in diritto canonico. In questo modo rese i processi più equi, tanto che le torture e le esecuzioni pubbliche si fecero molto più rare (secondo lo storico danese Gustav Henningsen, tra il 1540 e il 1700, solo l'1% di oltre 40.000 processati fu giustiziato); in questo modo il cardinale contribuì a diminuire la pressione dell'Inquisizione sulla popolazione spagnola. 

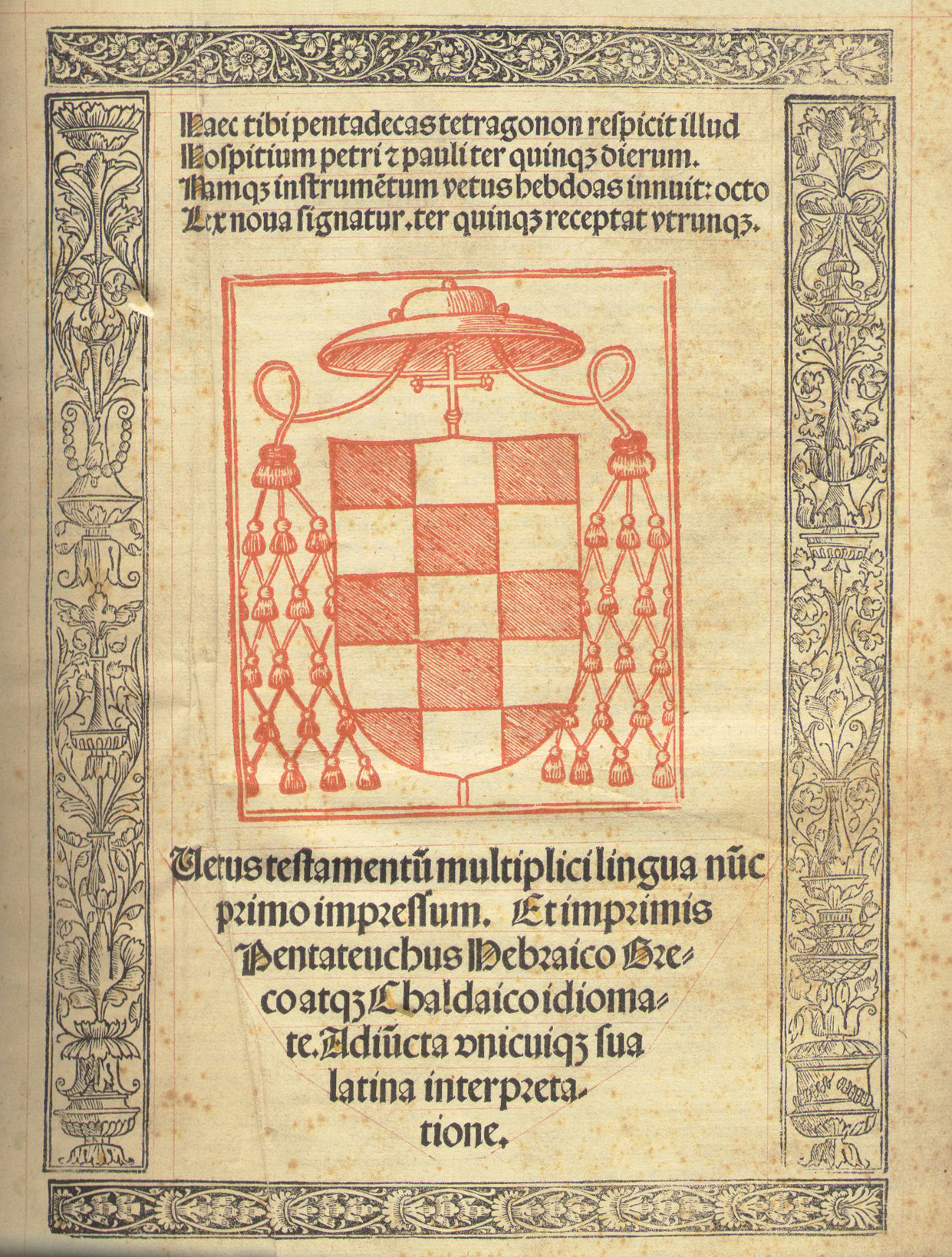
La prima pagina della Bibbia Complutense, raffigurante lo stemma cardinalizio di Cisneros.

### La Bibbia Poliglotta Complutense
Cisneros è infine conosciuto anche per il suo patrocinio alla Bibbia Poliglotta Complutense, la prima edizione multilingue stampata delle Sacre Scritture, nella quale sei differenti versioni erano poste in colonne parallele a fianco dei testi originali in aramaico, greco, latino ed ebraico, in modo che i lettori per la prima volta potessero esaminare contemporaneamente tutte le recensioni. L'opera, prodotta in circa seicento copie totali, fu totalmente finanziata da Cisneros (si calcola che gli sia costata in totale l'equivalente di 125.000 $). Essa contiene un'edizione a stampa del Nuovo Testamento in greco, i Septuaginta e il Targum Onkelos. Il testo era composto da cinque volumi, mentre il sesto riportava un vocabolario ebraico ed altre appendici. L'opera venne cominciata nel 1502, quando i più noti teologi e filologi del tempo (tra i quali Diego López de Zúñiga) vennero convocati da Cisneros ad Alcalá de Henares (in latino Complutum, da cui l'aggettivo "Complutense") nell'università fondata dal cardinale stesso. L'opera fu dedicata a Leone X, tuttavia Cisneros non visse abbastanza a lungo per poterla vedere tutta stampata. Il Nuovo Testamento fu concluso nel gennaio del 1514 e l'Antico Testamento nel 1517, ma il testo venne approvato ufficialmente da Papa Leone X solo nel 1520; quest'attesa permise ad Erasmo da Rotterdam di pubblicare per primo ed in tutta fretta una propria edizione greca del Nuovo Testamento la quale, pur essendo più scadente della Complutense, ebbe maggior fortuna).
Cisneros pubblicò inoltre numerosi trattati teologici e religiosi scritti da lui stesso o da altri. Successivamente diede nuovo impulso al rito mozarabico riformandone la liturgia e ripristinandone la struttura; infine, sovvenzionò la costruzione di una cappella a Toledo dove tale rito potesse essere officiato.

## Genealogia episcopale e successione apostolica
La genealogia episcopale è:
- Arcivescovo Hernando de Talavera, O.S.H.
- Cardinale Francisco Jiménez de Cisneros, O.F.M.Obs.

La successione apostolica è:
- Vescovo Pascual Rebenga de Ampudia, O.P. (1497)

## Bibliografia

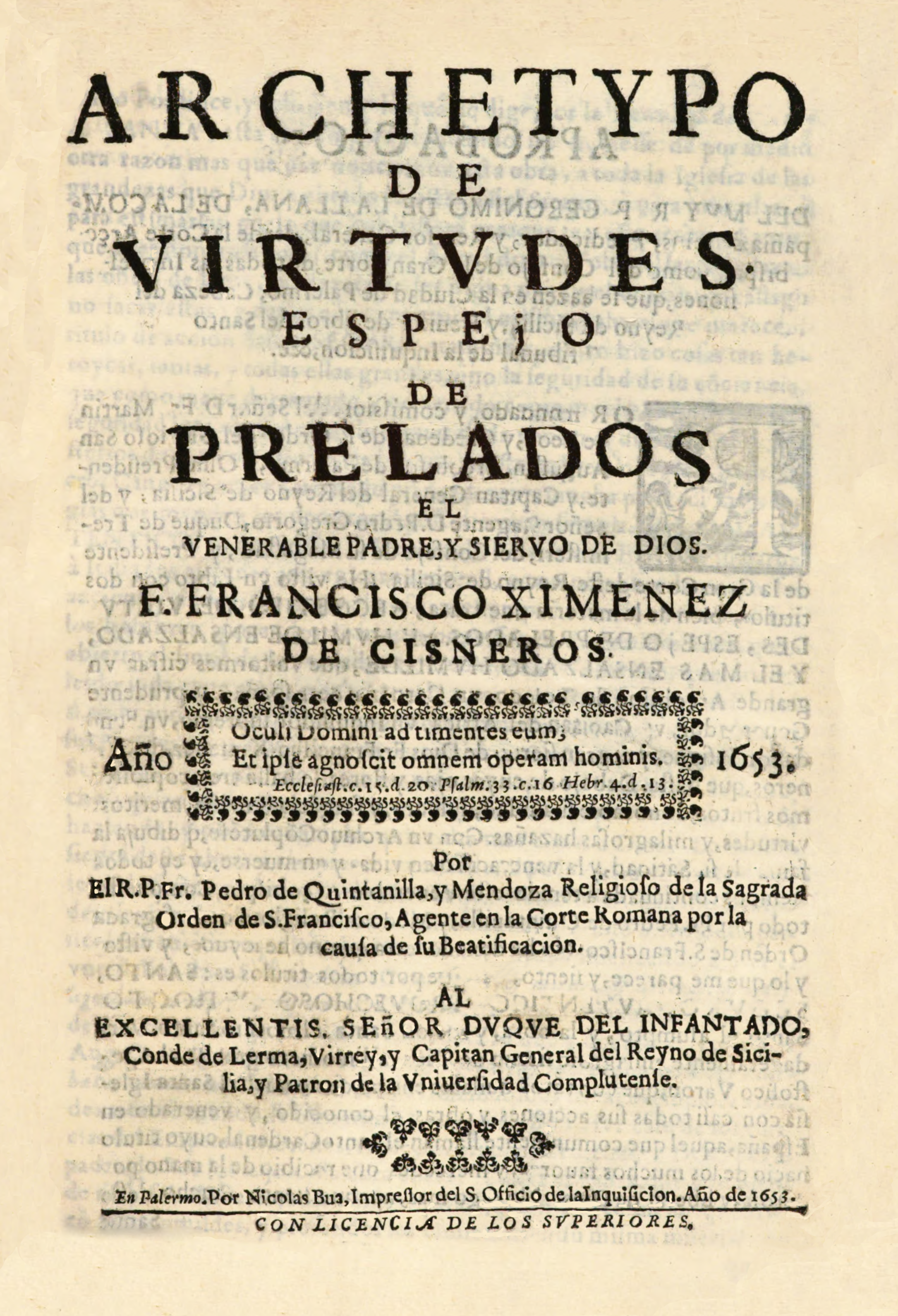
"Archetypo de virtudes" (Pedro de Quintanilla y Mendoza, 1653).